# Stout

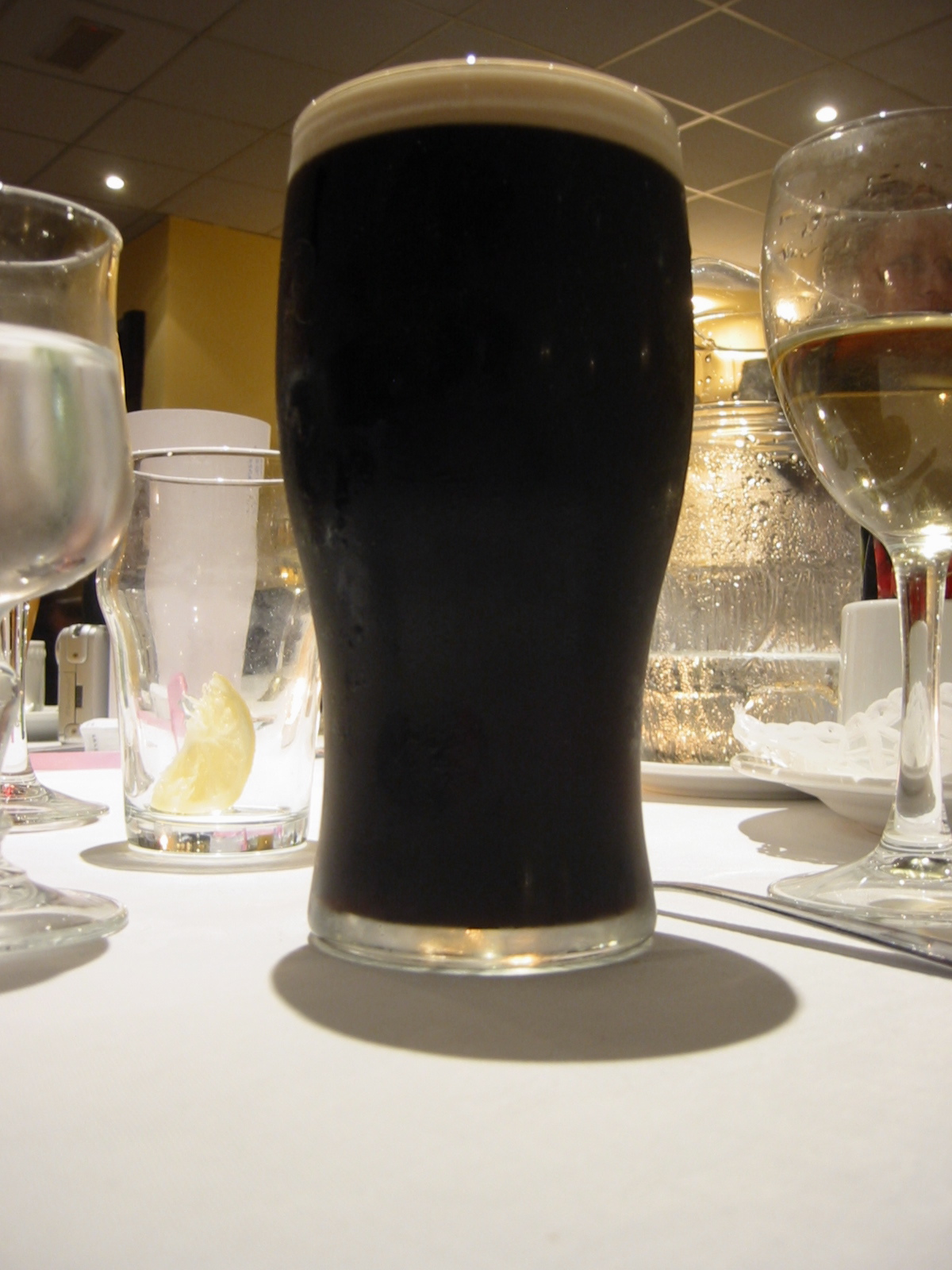
Murphy's Irish Stout

Stout – ciemne piwo górnej fermentacji, rodzaj ale. Zdaniem niektórych stout wywodzi się bezpośrednio od porteru (nazwa użyta pierwszy raz w 1721 roku, na określenie ciemnego piwa warzonego z palonego słodu), inni zaś twierdzą, że obie nazwy są tożsame (chociaż określenie stout było używane już wcześniej, pojawiając się pierwszy raz w 1677 roku). Najbardziej znanymi przedstawicielami są piwa Guinness, Murphy's Irish Stout oraz Beamish. 
Stout jest wytwarzany z mocno prażonego słodu jęczmiennego i cechuje się silną goryczką związaną z wysoką zawartością chmielu. Najpopularniejsze są wytrawne stouty (dry i bitter stout). Poza Irlandią i Szkocją piwo stout jest produkowane m.in. w Australii.

## Rodzaje stoutów
Wyróżnia się kilka specjalnych rodzajów stoutu:

### Imperial stout
Imperial stout, zwany także Russian Imperial Stout (zaś po polsku stoutem cesarskim) jest ciemnym, bardzo mocnym piwem warzonym już XVIII wieku przez browar Thrale’s w Londynie jako piwo eksportowe na dwór carskiej Rosji pod nazwą Thrale’s Entire Porter i do krajów nadbałtyckich. Podobno było to ulubione piwo carycy Katarzyny Wielkiej. Zawartość alkoholu w tym piwie z reguły osiągała dziewięć lub dziesięć procent, co było zarazem sposobem przedłużenia trwałości napoju, który czekała długa podróż. Nie bez znaczenia pozostaje także fakt, że piwo to przeznaczone było do spożywania w bardzo chłodnym klimacie. Produkcją stoutu w podobnym stylu zajmowały się także browary z państw basenu Morza Bałtyckiego, np. fiński Koff, estoński browar w Tartu i szwedzki Pripps.

### Milk stout
Stout mleczny, zwany także sweet stoutem lub cream stoutem – bardziej słodki i kaloryczny w porównaniu ze stoutem klasycznym, niegdyś popularny wśród rekonwalescentów. Zawiera dodatek cukru mlecznego – laktozy. Ta nazwa, mogąca sugerować zawartość mleka, była kilkukrotnie powodem do rozpoczęcia spraw sądowych przeciwko producentom m.in. Tennent's Milk Stout czy Calder's Milk Stout. Mimo to nie istnieje oficjalny akt prawny zabraniający używania nazwy „Milk Stout” w Wielkiej Brytanii. Cream stout powstaje również w browarach w Sri Lance, na Jamajce, na Malcie oraz w Południowej Afryce.

### Oatmeal stout
Stout owsiany – warzony z dodatkiem owsa. Zazwyczaj do zwykłego zacieru stoutowego dodaje się płatki owsiane, ale można też produkować ten rodzaj piwa ze słodu owsianego (tak produkuje się szkocki Maclay's Oat Malt Stout). Niegdyś był popularny, później zaniknął, odtworzono jego wytwarzanie jedynie w niewielu browarach.

### Oyster stout
„Stout ostrygowy”. Obecnie jest to z reguły (choć nie zawsze) już tylko chwyt marketingowy w nazwach niektórych piw – np. Marston's Oyster Stout. Stouty bowiem często towarzyszyły daniom z ostryg. Zdarzają się jednak amerykańskie i brytyjskie wyroby zawierające ekstrakt z tych małży.

### Chocolate stout
Stoutami czekoladowymi nazywane są przeważnie różne stouty, których wspólną cechą jest czekoladowa nuta w smaku. Niekiedy zdarza się, że do produkcji „chocolate stout” rzeczywiście używa się odrobiny czekolady jako dodatku.

### Coffee stout
Dzięki odpowiedniej kompozycji słodów stout kawowy charakteryzuje się kawowymi nutami w smaku.